# Juniperus osteosperma
Espèce
Statut de conservation UICN

 LC  : Préoccupation mineure
Juniperus osteosperma, parfois appelé genévrier de l'Utah, est un arbuste de la famille des Cupressaceae. Il est endémique du sud-ouest des États-Unis.

## Description

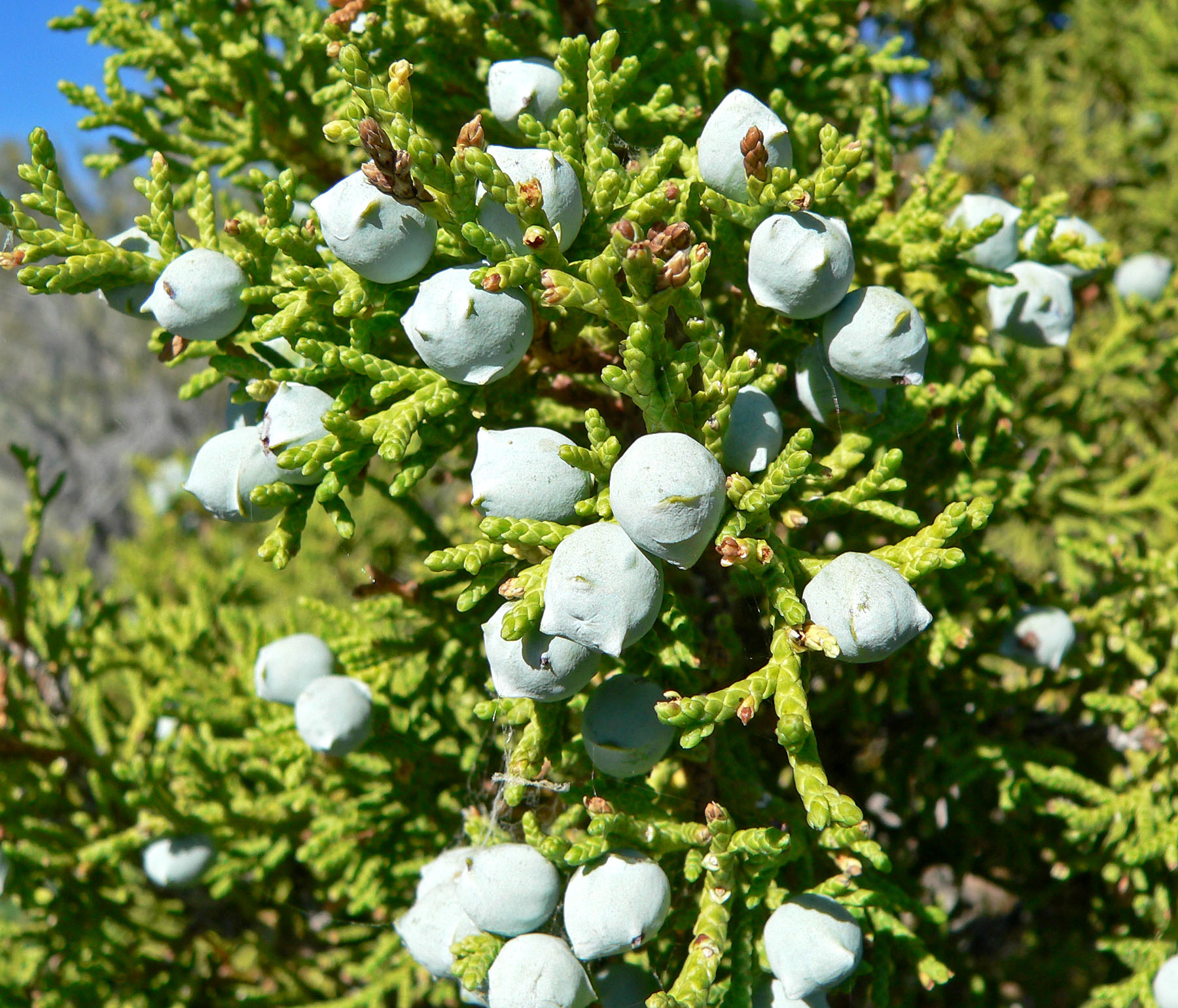
Feuillage et fruits

Juniperus osteosperma mesure de 3 à 6 m (rarement 9 m). 

## Répartition et habitat
Cette espèce est endémique des États-Unis, et pousse dans plusieurs états du sud-ouest américain : Arizona, Californie, Colorado, Idaho, Montana, Nevada, Nouveau-Mexique, Utah, Wyoming.
Il pousse à moyenne altitude 1 300 à 2 600 m, sur sol sec, souvent en association avec Pinus monophylla.